# (1278) Kenya
(1278) Kenya – planetoida z pasa głównego asteroid okrążająca Słońce w ciągu 3 lat i 267 dni w średniej odległości 2,4 au. Została odkryta 15 czerwca 1933 roku w Union Observatory w Johannesburgu przez Cyrila Jacksona. Nazwa planetoidy pochodzi od Kenii, kraju w Afryce. Przed nadaniem nazwy planetoida nosiła oznaczenie tymczasowe (1278) 1933 LA.